# Abu Ibrahim al-Hashimi al-Qurashi
Abu Ibrahim al-Hashimi al-Qurashi (Tiếng Ả Rập: أبو إبراهيم الهاشمي القرشي; phiên âm thay thế al-Qurayshi và al-Quraishi, sinh ngày 1 hoặc 5 tháng 10 năm 1976 - ngày 3 tháng 2 năm 2022) là thủ lĩnh thứ hai của Nhà nước Hồi giáo Iraq và Levant từ năm 2019 cho đến khi ông qua đời vào năm 2022.
Vào tháng 1 năm 2020, truyền thông đưa tin danh tính thật của anh ta là Amir Mohammed Abdul Rahman al-Mawli al-Salbi (tiếng Ả Rập: أمير محمد عبد الرحمن المولى الصلبي). Truyền thông ISIL công bố việc bổ nhiệm ông vào hội đồng shura vào ngày 31 tháng 10 năm 2019, chưa đầy một tuần sau cái chết của Abu Bakr al-Baghdadi.
Cho đến khi ông qua đời, Chương trình Phần thưởng cho Công lý của Hoa Kỳ đã đề nghị phần thưởng lên tới 10 triệu đô la cho thông tin đưa ông ra trước công lý.
Vào ngày 3 tháng 2 năm 2022, một quan chức Hoa Kỳ đã báo cáo rằng al-Hashimi đã tự sát và các thành viên trong gia đình bằng cách kích hoạt một quả bom trong một cuộc đột kích của Quân đội Hoa Kỳ.
Abu al-Hasan al-Hashimi al-Qurashi đã thay thế ông ta trở thành thủ lĩnh của ISIS.
Vào ngày 10 tháng 3 năm 2022 ISIL đã chọn một thủ lĩnh mới sau khi ông bị tiệu diệt.

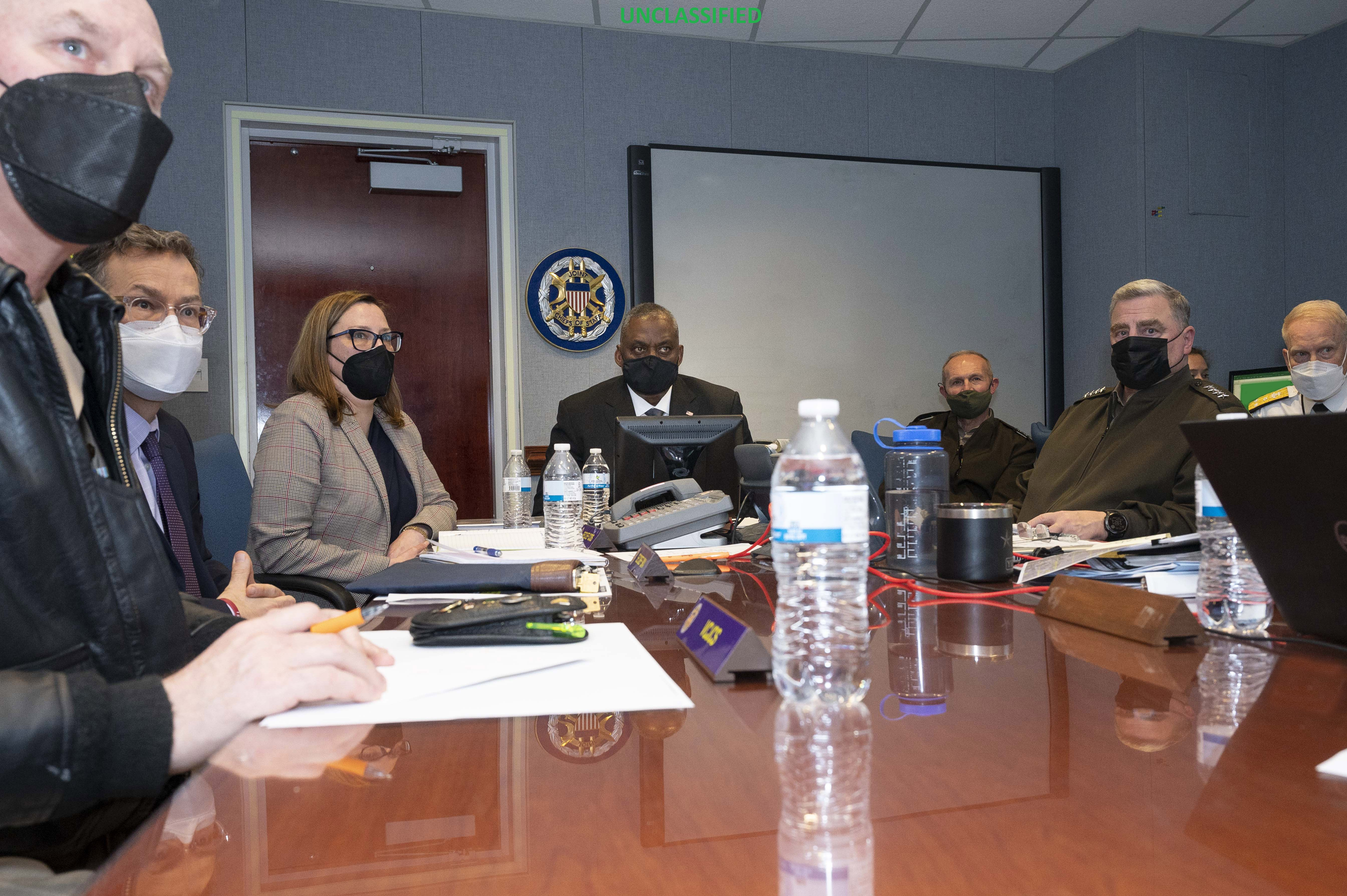
Bộ trưởng Quốc phòng Hoa Kỳ Lloyd Austin và Chủ tịch Hội đồng Tham mưu trưởng Liên quân Mark Milley quan sát từ Lầu Năm Góc về cuộc đột kích giết chết al-Qurashi.
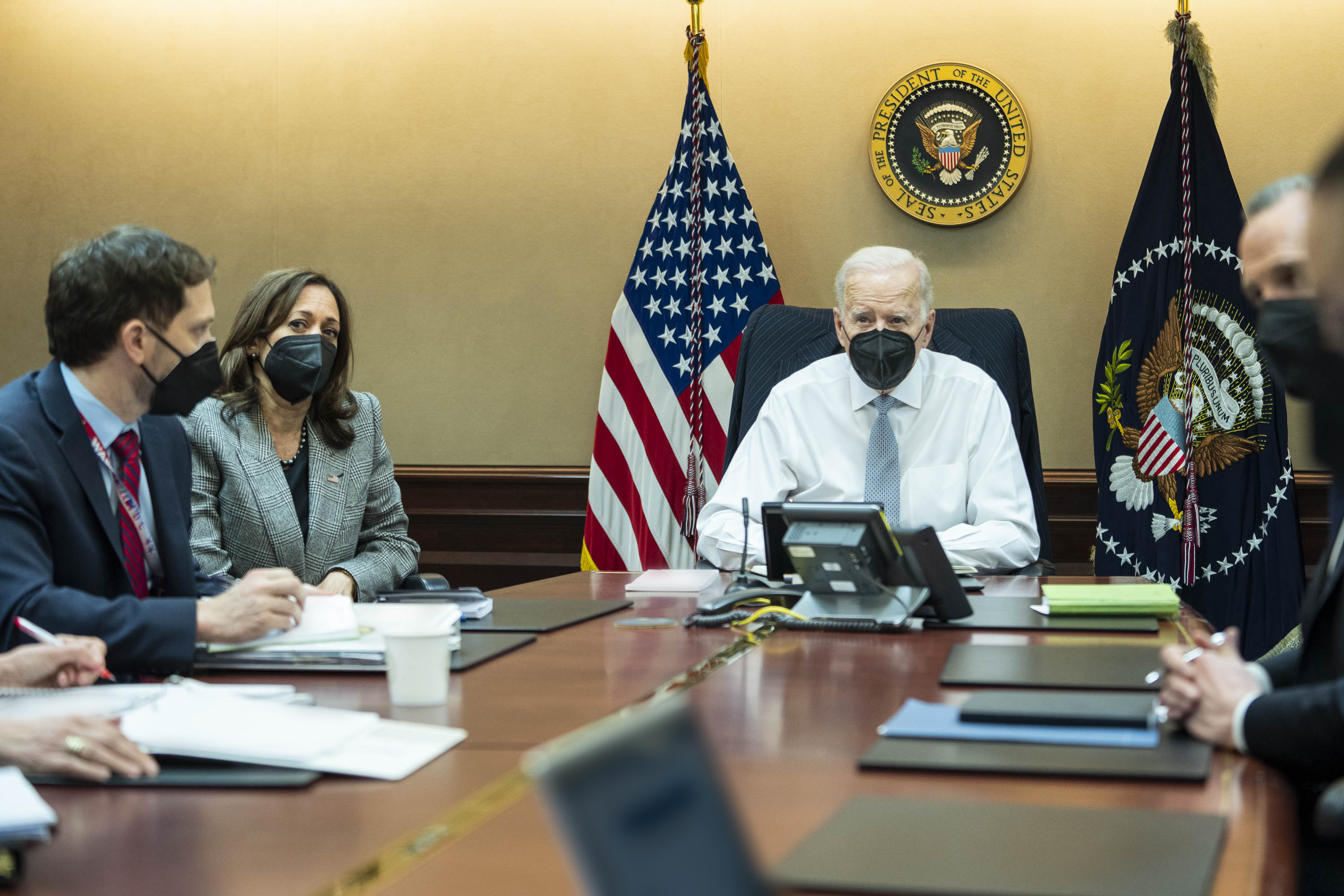
Tổng thống Joe Biden và Phó Tổng thống Kamala Harris và các thành viên của đội an ninh quốc gia của Tổng thống quan sát hoạt động chống khủng bố dẫn đến cái chết của al-Qurashi
- Phát biểu của Tổng thống Joe Biden thông báo về cái chết của al-Qurashi.

## Tham khảɒ
1. ↑  "Artboard 4". Lưu trữ bản gốc ngày 23 tháng 1 năm 2022. Truy cập ngày 23 tháng 1 năm 2022.
2. ↑  Luis Martinez (ngày 2 tháng 2 năm 2022). "Biden says US raid in Syria killed ISIS leader". ABC News. Lưu trữ bản gốc ngày 3 tháng 2 năm 2022. Truy cập ngày 3 tháng 2 năm 2022.
3. ↑  "Supporters Begin Flocking to New Islamic State Leader". Voice of America (bằng tiếng Anh). Lưu trữ bản gốc ngày 3 tháng 11 năm 2019. Truy cập ngày 4 tháng 11 năm 2019.
4. ↑  "تنظيم الدولة الإسلامية يعلن عن خليفة للبغدادي" (bằng tiếng Ả Rập). ngày 31 tháng 10 năm 2019. Lưu trữ bản gốc ngày 1 tháng 11 năm 2019. Truy cập ngày 31 tháng 10 năm 2019.
5. ↑  "Abu Ibrahim al-Hashemi al-Quraishi named IS leader". MEO (bằng tiếng Anh). ngày 11 tháng 1 năm 2019. Lưu trữ bản gốc ngày 4 tháng 11 năm 2019. Truy cập ngày 4 tháng 11 năm 2019.
6. ↑  "Amir Muhammad Sa'id Abdal-Rahman al-Mawla". Rewards for Justice Program. Bản gốc lưu trữ ngày 21 tháng 8 năm 2019. Truy cập ngày 13 tháng 8 năm 2020.
7. ↑  "Statement by President Joe Biden". The White House (bằng tiếng Anh). ngày 3 tháng 2 năm 2022. Lưu trữ bản gốc ngày 3 tháng 2 năm 2022. Truy cập ngày 3 tháng 2 năm 2022.
8. ↑  Hubbard, Ben (ngày 10 tháng 3 năm 2022). "ISIS Names a New Leader, but Says Little About Him". New York Times. Truy cập ngày 13 tháng 7 năm 2022.
9. ↑  "Thủ lĩnh mang biệt danh 'kẻ hủy diệt' của IS". Báo điện tử VnExpress. Truy cập ngày 19 tháng 8 năm 2022.
10. ↑  "Mất thủ lĩnh al-Qurayshi, IS như rắn mất đầu?". VOV.VN. ngày 6 tháng 2 năm 2022. Truy cập ngày 19 tháng 8 năm 2022.
11. ↑  NLD.COM.VN (ngày 11 tháng 3 năm 2022). "IS thừa nhận thủ lĩnh 45 tuổi bị tiêu diệt, hé lộ sếp mới". https://nld.com.vn. Truy cập ngày 19 tháng 8 năm 2022. {{Chú thích web}}: Liên kết ngoài trong |website= (trợ giúp)
12. ↑  Flycam toàn cảnh căn nhà, nơi ẩn náu của thủ lĩnh IS sau đột kích, truy cập ngày 19 tháng 8 năm 2022
13. ↑  Toàn cảnh cuộc đột kích của đặc nhiệm Mỹ, hé lộ danh tính thủ lĩnh IS vừa bị tiêu diệt ở Syria.Tv24h, truy cập ngày 19 tháng 8 năm 2022
14. ↑  Tổng thống Mỹ tuyên bố tiêu diệt thủ lĩnh IS tại Syria | VTC Now, truy cập ngày 19 tháng 8 năm 2022
15. ↑  Mỹ tiêu diệt thủ lĩnh IS: 2 tháng cân não và nhiều kịch tính | VTC Now, truy cập ngày 19 tháng 8 năm 2022
16. ↑  "Tổng thống Biden xác nhận thủ lĩnh IS 'bị loại khỏi chiến trường'". Báo Thanh Niên. ngày 3 tháng 2 năm 2022. Truy cập ngày 7 tháng 2 năm 2022.
17. ↑  "IS chọn thủ lĩnh tối cao mới, thừa nhận Abu Ibrahim al-Qurashi đã chết". laodong.vn. ngày 11 tháng 3 năm 2022. Truy cập ngày 19 tháng 8 năm 2022.